# Perfect Stranger
Perfect Stranger är en amerikansk långfilm från 2007 i regi av James Foley, med Halle Berry, Bruce Willis, Giovanni Ribisi och Florencia Lozano i rollerna.

## Handling
Reportern Rowena Price (Halle Berry) och hennes researcher Miles Haley (Giovanni Ribisi) undersöker sexaffärer på högsta nivå, men historien begravs av tidningens redaktion och de ber henne ta semester. Rowena stöter på vägen hem på sin gamla vän Grace Clayton (Nicki Aycox) som vill ha hennes hjälp att skriva en historia för att sätta dit reklamchefen Harrison Hill (Bruce Willis). Grace ger Rowena bevis på det utomäktenskapliga förhållande Hill haft med henne. Grace blir mördad några dagar senare och med Miles hjälp går Rowena undercover i Hills företag i jakt på bevis.

## Rollista
| Halle Berry        | – Rowena Price            |
| Bruce Willis       | – Harrison Hill           |
| Giovanni Ribisi    | – Miles Haley             |
| Florencia Lozano   | – Lieutenant Karen Tejada |
| Jason Antoon       | – Bill Patel              |
| Patti D'Arbanville | – Esmeralda               |
| Jane Bradbury      | – Toni                    |
| Jared Burke        | – Keneth Phelps           |
| Gary Dourdan       | – Cameron                 |
| Clea Lewis         | – Gina                    |
| Daniella van Graas | – Josie                   |
| Tamara Feldman     | – Bethany                 |
| Deirdre Lorenz     | – Veronica                |
| Nicki Aycox        | – Grace Clayton           |
| Paula Miranda      | – Mia Hill                |

## Mottagande
Filmen mottagande på bio blev en besvikelse den spelade endast in omkring $24 miljoner dollar i USA och $49 miljoner dollar i resten av världen. Besvikelsen var även stor hos kritikerna, på recensionsiten Rotten Tomatoes 11% av 141 insamlade recensioner positiva.
Filmkritikern Jeanette Gentele vid Svenska Dagbladet gav filmen 2 av 5 och klagade bland annat på slutet:
| ” | Percect stranger kastar mordmisstankarna på den ena efter den andra. Hill har också en mycket svartsjuk fru. Men de är ändå lite för få för att gissningsleken ska bli tillräckligt spännande. Jag trodde länge att den verkliga skurken skulle visa sig vara nätet där ens destruktiva sidor kan släpps fram i anonymiteten, men det spåret lämnas för en upplösning som blir rena pannkakan. | „ |